# Foça
Foça is een Turks district in de provincie İzmir en telt 30.549 inwoners (2007). Het district heeft een oppervlakte van 204,49 km².
De bevolkingsontwikkeling van het district is weergegeven in onderstaande tabel.

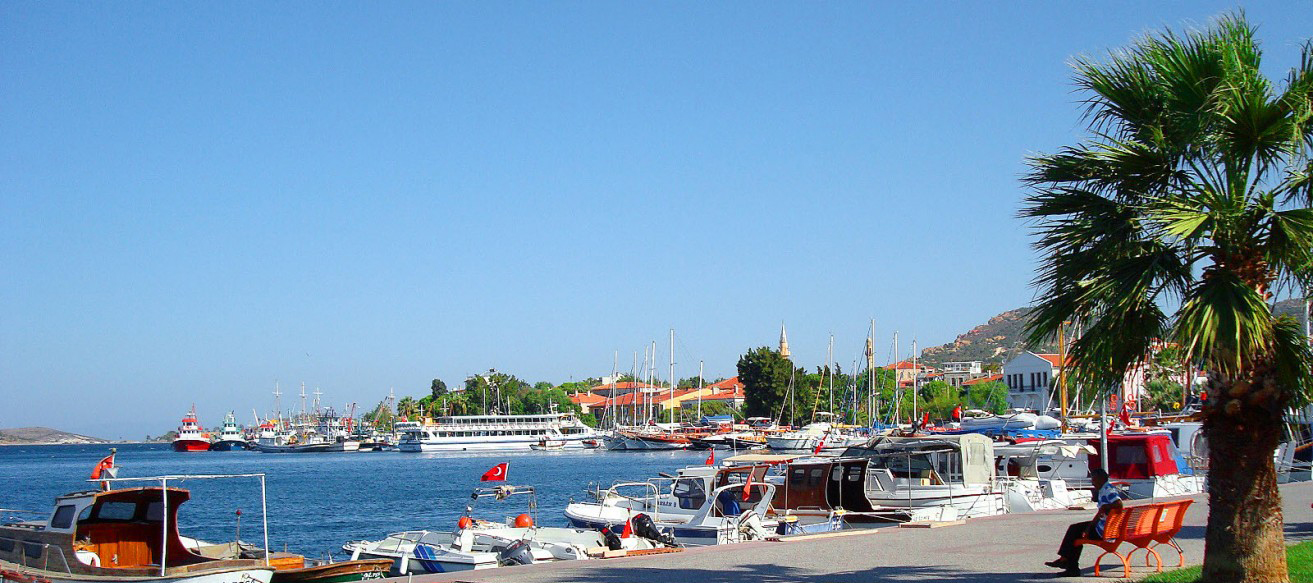
Uitzicht op Foça

| 1997   | 2000   | 2007   |
| ------ | ------ | ------ |
| 21.323 | 36.107 | 30.549 |

Aliağa · Balçova · Bayraklı · Bayındır · Bergama · Beydağ · Bornova · Buca · Çeşme · Çiğli · Dikili · Foça · Gaziemir · Güzelbahçe · Karabağlar · Karaburun · Karşıyaka · Kemalpaşa · Kınık · Kiraz · Konak · Menderes · Menemen · Narlıdere · Ödemiş · Seferihisar · Selçuk · Tire · Torbalı · Urla